# Ute Maria Lerner
Ute Maria Lerner (Hachenburg, 21 febbraio 1963) è un'attrice tedesca.

## Biografia
Ha recitato nella miniserie televisiva Le ali della vita con Sabrina Ferilli e Virna Lisi interpretando Sorella Federica.
Ha realizzato nel 2003 per il 30º anniversario della morte il primo omaggio ad Anna Magnani in Germania con il nome Ciao Anna con lo stesso titolo dopo, sono stati prodotti altri lavori dedicati ad Anna Magnani in Italia.
L'attrice inoltre produce e collabora con progetti interculturali e internazionali.

## Filmografia
- Le ali della vita (2000), regia di Stefano Reali